# William Dudley Ward
Pour les articles homonymes, voir Ward.
Cet article possède un paronyme, voir William Ward.
William Dudley Ward, né à Londres le 14 octobre 1877 et mort à Calgary le 11 novembre 1946, est un athlète amateur, avocat et homme politique britannique, député libéral à la Chambre des communes de 1906 à 1922 et médaillé de bronze de voile aux Jeux olympiques de 1908.

## Biographie
William Dudley Ward est le troisième enfant, sur une fratrie de six, du capitaine William Humble Dudley Ward et de l'honorable Eugenie Violet Adele Brett, fille du 1er vicomte Esher. Il est par ailleurs le neveu de l'historien et ancien député libéral Reginald Brett, 2e vicomte Esher et le cousin de William Ward, 2e comte de Dudley, lord-lieutenant d'Irlande puis gouverneur général d'Australie. 
Éduqué au collège d'Eton comme bon nombre de garçons de la haute société, il devient pensionnaire au Trinity College de l'université de Cambridge en 1896. Il est membre de l'équipe victorieuse de cette université lors de sa course d'aviron contre l'université d'Oxford en 1907, contribuant ainsi à mettre fin aux neufs victoires consécutives de l'équipe d'Oxford. En 1898 il est le président du Club d'aviron de l'université de Cambridge. Il participe aux courses de 1899 et de 1900, remportées également par Cambridge. Il obtient son diplôme de licence en 1903, termine une formation d'avocat au Inner Temple à Londres, et est appelé au barreau en juin 1904,,,.
Aux élections législatives de 1906, sous les couleurs du Parti libéral, il est élu député de Southampton à la Chambre des communes, ravissant le siège aux conservateurs. Ces élections sont un triomphe pour les libéraux. Aux Jeux olympiques de 1908 à Londres, William Ward est membre d'un des deux équipages britanniques alignés pour l'épreuve de voile du 8 mètres. L'épreuve se déroule dans le bras de mer du Solent, et Dudley Ward est l'un des cinq membres d'équipage du bateau Sorais, propriété de Constance Lewis (en), duchesse de Westminster, qui monte à bord avec eux. L'équipe du Sorais termine la première course en deuxième place derrière leurs compatriotes du bateau Cobweb, la deuxième en troisième place, et la troisième en deuxième place derrière l'une des équipes suédoises. L'équipage du Cobweb remporte la médaille d'or, tandis que William Ward et ses coéquipiers obtiennent la médaille de bronze. Il a alors 30 ans, et ce seront ses seuls Jeux olympiques,,,.
De 1909 à 1912, il est l'un des whips chargés de maintenir la discipline du groupe parlementaire libéral à la Chambre des communes. Dans le même temps, il est membre de la Royal Naval Reserve, la force de réserve de volontaires de la Royal Navy. De 1912 à 1917 il est secrétaire parlementaire privé auprès du secrétaire parlementaire au Trésor. En 1913 il épouse Freda Birkin, femme mondaine dont il aura deux filles. Il participe à la Première Guerre mondiale, servant sous le drapeau dans la Marine de 1914 à 1919 et atteignant le grade de lieutenant commander. De 1917 à 1922 il est l'adjoint du lord-chambellan et chargé d'informer quotidiennement le souverain, le roi George V, des débats à la Chambre des communes, ainsi que de servir de liaison de manière plus générale entre le monarque et la Chambre, et d'accompagner le roi à diverses fonctions sociales et officielles. Dans le même temps, il demeure l'un des whips du gouvernement de David Lloyd George,.
Il se sépare rapidement de son épouse, qui a de nombreux amants, et le couple ne vit plus ensemble lorsque Freda devient ouvertement l'amante du prince de Galles, David, futur roi Édouard VIII, en 1918. Après avoir été réélu à quatre reprises député de Southampton, William Ward, devenu membre du Parti national-libéral à la suite d'une scission au Parti libéral, est battu dans sa circonscription aux élections législatives de 1922. Il se consacre alors à sa carrière d'avocat, et passe du temps en Alberta, au Canada, où il a acheté une propriété. Les Ward divorcent en 1931. Leur fille aînée Penelope Dudley-Ward devient une actrice célèbre du cinéma britannique des années 1930 et 1940, intégrant à son nom de famille le deuxième prénom de son père. William Ward meurt au Canada en 1946 à l'âge de 69 ans,,.